# Кирил Попов (ботаник)
Вижте пояснителната страница за други личности с името Кирил Попов.
Кирил Йорданов Попов е български ботаник. Създател е на българската растителна физиология.

## Биография
Роден е на 13 септември 1907 г. в село Полско Косово, област Русе. През 1932 г. завършва естествена история в Софийския университет. В периода 1938 – 1941 г. специализира в Берлин и Мюнстер. Той е доктор на естествените науки на Университета в Мюнстер и в Лондон. От 1933 г. е асистент, през 1946 г. е избран за доцент, а от 1954 г. е професор в Софийския университет. В периода 1954 – 1970 г. е завеждащ катедрата по анатомия, органография, а от 1952 до 1955 г. е декан на Биолого-геолого-географския факултет на Софийския университет. През 1955 – 1958 г. е ръководител на секцията по физиология на растенията в Института по растениевъдство при Българска академия на науките, а през 1958 г. на секцията по биология и биохимия на растенията и по стимулация в Института по биология „Методи Попов“ при БАН. От 1959 до 1970 г. е директор на Института по физиология на растенията при БАН. В 1957 – 1960 г. е председател на Комисията за защита на природата при БАН. Умира на 26 март 1970 г. в София.
Приносите на Кирил Попов са в областта на растителната физиология и биохимията – промените на хлорофила при липса на светлина и под вода, хлорофил-белтъчния комплекс, дишането, стимулацията на инхибицията на растежа на растенията.
Някои от научните му трудове са:
- „Върху асимилацията на листа от сухоземни растения под вода“ (1941, на немски език);
- „Опити за задържане прорастването на картофите при съхранение с помощта на местен химически препарат“ (1955, в съавторство с Г. Георгиев);
- „Използване на C14 при изучаване интензивността и продуктите на фотосинтезата“ (1969, в съавторство).[1]